# سيكليسونيد
سيكليسونيد (بالإنجليزية: ciclesonide)‏ هو هرمون قشري سكري يُستخد لعلاج الربو وحساسية الأنف. يُباع تحت الاسم التجاري Alvesco للربو وOmnaris، وOmniair، وZetonna، وAlvesco لحمى القش في الولايات المتحدة وكندا.
تُوجد أعراضٌ جانبية للسيكليسونيد وتتضمن صداع ونزيف أنفي والتهاب في بطانة الأنف والحنجرة.
قد حصل على براءة الاختراع في عام 1990 وتمت الموافقة عليه للاستخدام الطبي في عام 2005. تمت الموافقة على الدواء للبالغين والأطفال 12 عامًا وأكثر بواسطة إدارة الغذاء والدواء الأمريكيةفي أكتوبر 2006.